# Federación Internacional de Hockey sobre Hielo
La Federación Internacional de Hockey sobre Hielo (en inglés: International Ice Hockey Federation, IIHF) es la organización que se dedica a regular las normas del hockey sobre hielo a nivel internacional, así como de celebrar periódicamente competiciones y eventos.
Tiene su sede en Zúrich (Suiza) y cuenta en 2007 con la afiliación de 65 federaciones nacionales. El presidente en funciones, desde el año 1994, es René Fesel de Suiza.

## Historia
La Federación Internacional de Hockey sobre Hielo se fundó el 15 de mayo de 1908 en el número 34 de la Rue de Provence de París, Francia, con el nombre de Ligue Internationale de Hockey sur Glace (LIHG), en español  Liga Internacional de Hockey sobre Hielo (LIHF). por representantes de cuatro entidades nacionales: Bélgica, Francia, el Reino Unido y Suiza con.  Los Juegos Olímpicos de 1920 fueron los primeros en integrar el hockey en su programa.

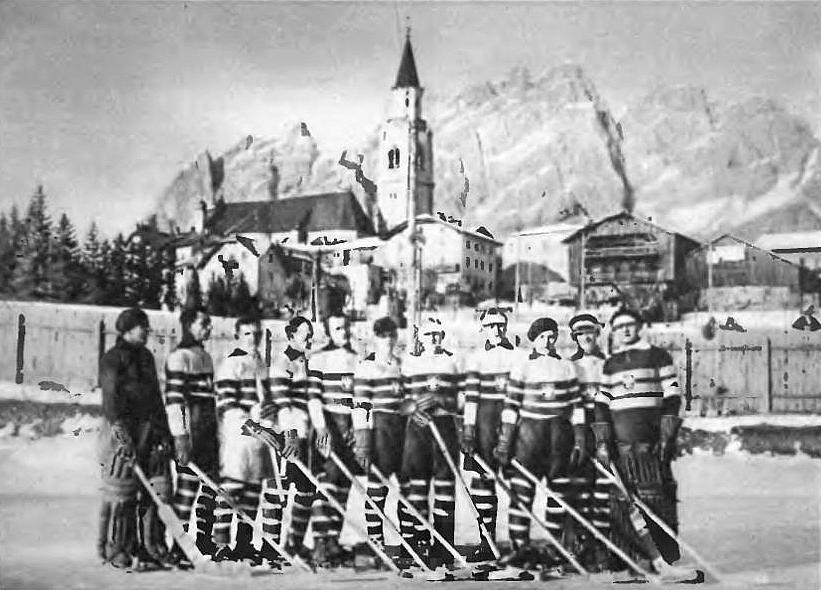
El equipo nacional masculino de hockey sobre hielo de Polonia debutó en los Juegos Olímpicos de Invierno de 1928.

El Juegos Olímpicos de Invierno de 1928, que también sirvió como Campeonato Mundial y Europeo del año, contó con la participación de un récord de 11 países.
La IIHF fue fundada el 15 de mayo de 1908 en París
En 1910 se celebró el primer Campeonato Europeo de Hockey sobre Hielo, en la localidad alpina de Les Avants (Suiza) con la participación de 8 selecciones nacionales.
En 1920 en el marco de los VII Juegos Olímpicos en Amberes se realizó el primer torneo de hockey sobre hielo, que también sirvió como primer Campeonato Mundial de Hockey sobre Hielo Masculino.
En 1954 se decidió cambiarle el nombre a la LIHF al actual, Federación Internacional de Hockey sobre Hielo, IIHF.
La Revolución Húngara de 1956, que había provocado que Hungría fuera ocupada por el Ejército Soviético, provocó un boicot a los Campeonatos del Mundo de 1957, que se celebraban en Moscú. Canadá y Estados Unidos encabezaron el boicot, al que se unieron Noruega, Alemania Occidental, Italia y Suiza.
Los Campeonatos del Mundo de 1962, organizados por las ciudades estadounidenses de Colorado Springs y Denver, fueron boicoteados por la Unión Soviética y Checoslovaquia, lo que llevó a un boicot adicional por parte de los demás países del Bloque del Este. En cuestión estaba el boicot de los campeonatos de 1957 en Moscú por parte de Canadá y Estados Unidos, y la denegación de pasaportes de Alemania del Este por parte de los estadounidenses en reacción a la construcción del Muro de Berlín por parte de Alemania del Este.
Para la temporada 1965-66, la IIHF creó la Copa de Europa, un torneo compuesto por los mejores equipos de clubes de toda Europa. La competición fue originada por Günther Sabetzki, basándose en la Association football Copa de Europa (actualmente Liga de Campeones de la UEFA). En 1968, la IIHF organizó el European U19 Championship, una competición juvenil para jugadores de 19 años o menos. El límite de edad se redujo posteriormente a 18 años en 1977.
Durante la década de 1980, Canadá dejó de boicotear los Campeonatos del Mundo y los Juegos Olímpicos. Los canadienses habían boicoteado estos torneos entre 1970 y 1976 después de que la IIHF se negara a permitirles alinear en los Campeonatos del Mundo a jugadores profesionales de equipos de la NHL que no se habían clasificado para los playoffs de la Stanley Cup. El Presidente Sabetzki llegó a un acuerdo que supuso el regreso de Canadá a las competiciones internacionales a partir de 1977. Se permitió competir a los jugadores profesionales cuyos equipos habían sido eliminados de los playoffs y, a cambio, Canadá aceptó participar en los Campeonatos del Mundo. También renunciaron a su derecho a albergar cualquier Campeonato del Mundo. La creación de la Copa Canadá (una competición organizada por la NHL en Canadá cada cuatro años) también formaba parte del nuevo acuerdo entre la IIHF y el hockey profesional norteamericano.
La IIHF siguió creciendo en número durante las décadas de 1980 y 1990, tanto por los acontecimientos políticos como por el continuo crecimiento del hockey en todo el mundo. La disolución de la Unión Soviética supuso la transferencia de sus miembros a Rusia, y la incorporación a la federación de cuatro ex Repúblicas soviéticas; Azerbaiyán, Bielorrusia, Kazajistán, y Ucrania. Además, las adhesiones de Estonia, Letonia y Lituania - que habían ingresado en la IIHF en la década de 1930 pero fueron expulsados tras su anexión por la Unión Soviética, fueron renovados. La desintegración de Yugoslavia también supuso un aumento del número de miembros. Croacia y Eslovenia se unieron como nuevos miembros, mientras que los miembros de la antigua Yugoslavia fueron transferidos a FR Yugoslavia (que más tarde pasó a llamarse Serbia y Montenegro y aún más tarde se disolvió en las repúblicas independientes de Serbia y Montenegro). Cuando Se disolvió Checoslovaquia, sus derechos de miembro se transfirieron a la República Checa, y Eslovaquia fue admitida como nuevo miembro. La afluencia de nuevos miembros provocó que la IIHF aumentara el tamaño del torneo del Grupo A. Pasó de 8 equipos a 12 en 1992 y de 12 a 16 en 1998.
En 1990 se celebró el primer Campeonato Mundial de Hockey sobre Hielo Femenino, en Ottawa (Canadá) , con la participación de 12 selecciones nacionales.
La IIHF celebró su centenario en 2008. Como parte de las celebraciones, el 2008 World Championship se celebró en Canadá por primera vez (el torneo fue coorganizado por las ciudades de Halifax y Quebec City).
El número de miembros creció en el siglo XXI: Chile (2000), Bosnia y Herzegovina (2001), Liechtenstein (2001), Macedonia del Norte (2001), Emiratos Árabes Unidos (2001), Macao (2005), Malasia (2006), Moldavia (2008; presumiblemente expulsada de la IIHF en 2023), Georgia (2009), Kuwait (2009; se había unido originalmente en 1985, pero fue expulsado en 1992), Marruecos (2010), Kirguistán (2011), Jamaica (2012), Qatar (2012), Omán (2014), Turkmenistán (2015), Indonesia (2016), Nepal (2016), Filipinas (2016), Argelia (2019), Colombia (2019), Irán (2019), Líbano (2019), Uzbekistán (2019), Túnez (2021) y Puerto Rico (2022). 
La IIHF recibió críticas internacionales por celebrar los Campeonatos del Mundo de Hockey sobre Hielo Masculino de 2014 en Bielorrusia, debido al pobre historial de derechos humanos del país. Varias organizaciones de derechos humanos lanzaron la campaña de boicot "¡No juegues con el dictador!" y hubo llamamientos del Congreso de Estados Unidos, el Parlamento alemán y el Parlamento Europeo.
La IIHF volvió a recibir críticas por planear la celebración parcial del Campeonato del Mundo Masculino de Hockey Hielo 2021 en Bielorrusia. En enero de 2021, la IIHF retiró el Campeonato del Mundo de 2021 de Minsk debido a problemas de seguridad y protección durante los disturbios políticos, además de la pandemia de COVID-19 y decidió celebrar únicamente el torneo en Riga, Letonia. 
El 23 de mayo de 2021, el vuelo civil Ryanair Flight 4978, que se dirigía de Atenas a Vilna, fue obligado a aterrizar en Minsk y un pasajero de ese vuelo fue detenido. Como protesta, las autoridades letonas sustituyeron la Bandera estatal de Bielorrusia en Riga por la antigua bandera asociada a los grupos de la oposición bielorrusa, incluso en la exhibición de banderas del Campeonato Mundial de la IIHF de 2021. Esto fue por orden del alcalde de Riga Mārtiņš Staķis y el ministro de Asuntos Exteriores de Letonia Edgars Rinkēvičs. La IIHF emitió un comunicado protestando por la sustitución de la bandera, y el presidente de la IIHF, René Fasel, pidió al alcalde que retirara el nombre de la IIHF, su bandera y sus símbolos de dichos lugares, o que restituyera la bandera, insistiendo en que la IIHF es una "organización deportiva apolítica".  En respuesta, Staķis dijo que retiraría las banderas de la IIHF. {/ref>{cite web |url=https://www.reuters.com/lifestyle/sports/ice-hockey-federation-criticises-latvian-officials-over-belarus-flag-swap-2021-05-25/%7Ctitle=Letonia retira la bandera del organismo de hockey sobre hielo en una disputa por el cambio de bandera de Bielorrusia.
El 28 de febrero de 2022, la IIHF suspendió las afiliaciones de las federaciones rusa y bielorrusa de hockey sobre hielo hasta nuevo aviso debido a la invasión de Ucrania por parte de Rusia.
Aun así, los jugadores no rusos de los clubes rusos están, según las normas de la IIHF, vinculados por sus contratos, y no pueden abandonar sus clubes ni Rusia hasta que sus contratos expiren o sean rescindidos por su club. Si los jugadores se marchan de todos modos, pueden ser demandados y se les impediría jugar en otros clubes.
El 22 de marzo de 2023, la IIHF excluyó a los equipos nacionales y de clubes de Rusia y Bielorrusia de las competiciones de la IIHF durante la temporada 2023-24, basándose en consideraciones de seguridad.

## Eventos
Entre los eventos competitivos más importantes que la IIHF organiza regularmente se encuentran:
- Torneo de hockey sobre hielo en los Juegos Olímpicos de invierno
- Campeonato Mundial de Hockey sobre Hielo (masculino y femenino)
- Campeonato Mundial de Hockey sobre Hielo Juvenil (masculino y femenino)

Básicamente, los torneos organizados por la IIHF quedan repartidos entre los llamados "Seis Grandes" del hockey sobre hielo en el mundo: Canadá, Suecia, Finlandia, Rusia (heredera de la otrora poderosa selección de la Unión Soviética), República Checa (heredera de la selección de Checoslovaquia) y Estados Unidos. En algún momento de la historia Gran Bretaña, Alemania, Suiza y Austria intentaron hacer un poco de contrapeso; sin embargo, en los últimos 20 años Eslovaquia (quien conformaba Checoslovaquia junto a República Checa) con su selección se ha metido en la conversación de los Seis Grandes en los Campeonatos Mundiales llegando a fases finales, hasta el punto de quedar campeón en el Mundial de 2002 organizado en Suecia. Suiza ha buscado recuperar el rumbo del pasado llegando a la Final en los mundiales de 2013 y 2018, perdiendo ambas contra Suecia. En cuanto a los Juegos Olímpicos, Alemania obtuvo una sobresaliente participación en Pyeongchang 2018 ganando la medalla de plata, siendo superado en la Final por Rusia (representado en ese momento por los Atletas Olímpicos de Rusia).

## Organización
La estructura jerárquica de la federación está conformada por el presidente, el Secretario General y los Vicepresidentes, el Congreso (efectuado cada año), el Cuerpo Ejecutivo y los Comités Técnicos.

### Presidentes
| N.º | Periodo   | Nombre               | País           |
| --- | --------- | -------------------- | -------------- |
| 1   | 1908-1912 | Louis Magnus         | Francia        |
| 2   | 1912-1920 | Henri van den Bulcke | Bélgica        |
| 3   | 1920-1922 | Max Siling           | Suiza          |
| 4   | 1922-1947 | Paul Loicq           | Bélgica        |
| 5   | 1947-1948 | Fritz Kraatz         | Suiza          |
| 6   | 1948-1951 | George Hardy         | Canadá         |
| 7   | 1951-1954 | Fritz Kraatz         | Suiza          |
| 8   | 1954-1957 | Walter Brown         | Estados Unidos |
| 9   | 1957-1960 | John Ahearne         | Reino Unido    |
| 10  | 1960-1963 | Robert Lebel         | Canadá         |
| 11  | 1963-1966 | John Ahearne         | Reino Unido    |
| 12  | 1966-1969 | William Thayer Tutt  | Estados Unidos |
| 13  | 1969-1975 | John Ahearne         | Reino Unido    |
| 14  | 1975-1994 | Günther Sabetzki     | Alemania       |
| 15  | 1994-     | René Fasel           | Suiza          |

### Federaciones nacionales

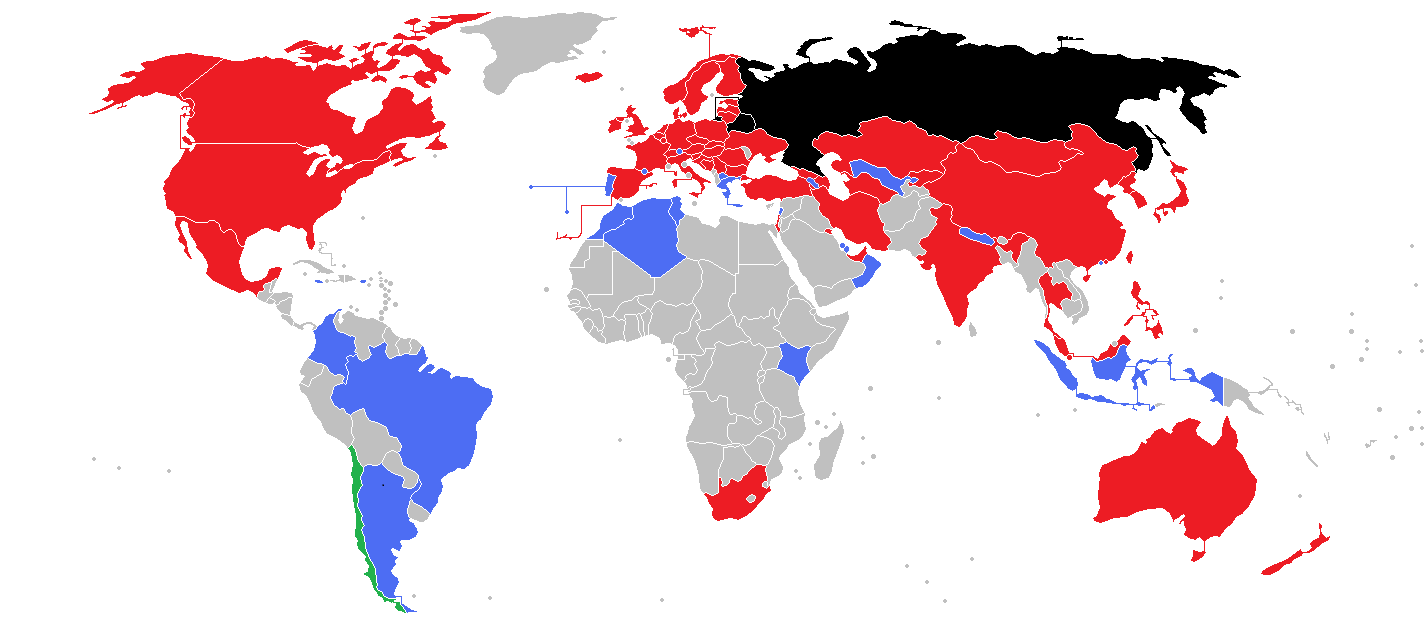
en Rojo: Los miembros de la IIHF,
en azul: Miembros asociados,
en verde: Posibles afiliaciones y
en negro: Miembros suspendidos

En 2007 la IIHF cuenta con la afiliación de 65 federaciones nacionales de los cinco continentes:
| África (2)        | América (5)                                   | Asia (15) | Europa (41) | Oceanía (2)             |
| ----------------- | --------------------------------------------- | --- | --- | ----------------------- |
| Namibia Sudáfrica | Argentina Brasil Canadá Estados Unidos México | China Corea del Sur Corea del Norte Emiratos Árabes Unidos Hong Kong India Israel Japón Kazajistán Kuwait Macao Malasia Singapur Tailandia Taiwán | Alemania Andorra Armenia Austria Azerbaiyán Bélgica Bielorrusia Bosnia y Herzegovina Bulgaria Croacia Dinamarca Eslovaquia Eslovenia España Estonia Finlandia Francia Grecia Hungría Irlanda Islandia Italia Letonia Liechtenstein Lituania Luxemburgo Macedonia Noruega Países Bajos Polonia Portugal Reino Unido República Checa Rumania Rusia Serbia Suecia Suiza Turquía Ucrania | Australia Nueva Zelanda |

- En cursiva, miembros afiliados